# Helena Viegas
Pour les articles homonymes, voir Viegas.
Helena Viegas, née le 27 avril 1995 à Luanda, est une joueuse angolaise de basket-ball. 

## Biographie
Elle participe au Championnat du monde de basket-ball féminin 2014 en Turquie. Depuis 2016, elle joue au Primeiro de Agosto.